# Annie Cotton
Annie Cotton (* 13. Juli 1975 in Montreal) ist eine kanadische Sängerin und Schauspielerin. Sie war Teilnehmerin beim Eurovision Song Contest 1993. 

## Leben und Wirken
In den Jahren 1991 bis 2000 war sie als Schauspielerin in der kanadischen Soap Opera Watatatow aktiv und verkörperte die Figur Véronique Charest. 1993 war Annie Cotton die zweite Kanadierin nach Céline Dion, die beim Eurovision Song Contest singen durfte. Sie vertrat, wie schon Celine Dion im Jahr 1988, die Schweiz. Mit ihrer Pop-Ballade Moi, tout simplement (dt.: Ganz einfach Ich) wurde Annie Cotton mit 148 Punkten Dritte.